# Joaquim Lavoura
Joaquim de Almeida Lavoura (Rio de Janeiro, 4 de abril de 1913 - 12 de novembro de 1975) foi um político brasileiro, três vezes eleito prefeito de São Gonçalo.
Sua família mudou-se para o bairro do Gradim, em São Gonçalo, quando ele ainda era criança. Líder comunitário na região, elegeu-se vereador em 1947. Disputou o cargo de deputado estadual em 1950, sem sucesso.
Foi eleito prefeito pela primeira vez em 1954, pelo Partido Trabalhista Nacional, coroando uma campanha em que discursava de cima de um trator, com o slogan "Com trabalho há progresso". Na prefeitura, promoveu reformas em vias públicas, como o calçamento do Porto Velho e Sete Pontes, ligações do município com Niterói. Investiu no setor de obras, comprando máquinas pesadas. Instalou a Usina de Asfalto e a Fábrica de Artefatos de Cimentos. Na área da saúde, construiu o Pronto Socorro Infantil Darcy Vargas.
Ao fim do mandato, conseguiu eleger como sucessor o seu secretário Geremias de Mattos Fontes. Mesmo fora da prefeitura, manteve uma forte influência sobre a política local, comandando o grupo dos "lavouristas".
Elegeu-se prefeito novamente em 1962, desta vez pelo Partido Libertador. O segundo mandato, porém, foi marcado por dificuldades, com acusações de irregularidades, problemas com o funcionalismo municipal e desequilíbrio nas finanças públicas. Ainda assim, Lavoura conseguiu manter a imagem de bom administrador, elegendo-se logo em seguida deputado estadual pela Arena.
Voltou a se eleger prefeito em 1972, novamente pela Arena. Durante o terceiro mandato, morreu devido a complicações pulmonares.
Atualmente existe uma estátua em sua homenagem na Praça Estephânia de Carvalho, em Zé Garoto (São Gonçalo).